# Piwigo
Piwigo (formalmente PhpWebGallery) é uma ferramenta para a criação de galeria de imagens licenciada sob a  GPL. É escrita em PHP e utiliza uma base de dados MySQL.
Piwigo foi formalmente conhecido como PhpWebGallery. O criador do Piwigo, Pierrick Le Gall anunciou a renomeação no seu blog pessoal em  24 de setembro de 2008.

## Características principais
Adicionar fotosCom um formulário web, com um software FTP, com  digiKam, Shotwell, Lightroom, iPhoto(Mac users), Aperture (Mac users) ou aplicações móveis para iPhone/iPad e sistemas operativos Android)]
Tamanhos múltiplosCada foto pode existir em 9 tamanhos, de XXS até XXL, para aperfeiçoamento de compatibilidade com diversas resoluções dos monitores (desde telefones smart a HDTVs)
Marca de águaPiwigo pode adicionar automaticamente uma marca de água em todas as fotos para as proteger de cópias fraudulentas e não desejadas.
ÁlbunsCada foto é colocada em um ou mais álbuns. Os álbuns são apresentados hierarquicamente e não existe limite de tamanho ou profundidade.
TagsO administrador pode descrever as fotos com tags, assim, os visitantes podem navegar pelas fotos por tags ou múltiplas tags relacionadas, por exemplo "Noite + Paris + João".
CalendárioA partir de meta-dados EXIF, Piwigo sabe a data de cada foto e é capaz de mostrar as fotos de um determinado dia, mês ou ano.
TemasA apresentação visual da galeria de fotos é definida pelo tema usado. Existem vários temas produzidos pela comunidade do projeto.
Extensões (Plugins)Extensões ampliam as capacidades do Piwigo. Exemplo de extensões:YouTube, Vimeo, Dailymotion e Google Maps.
Controlo de acessoPermissões são determinadas pelo administrador, restringindo ou garantindo acesso de acordo com com o nível definido para fotos e álbuns.
Sistema de notificaçãoOs visitantes podem ser alertados das alterações e atualizações por meio de canais RSS, E-mail ou publicação em canais sociais como Twitter, Facebook ou Google+.
Outras características podem ser consultadas a página de caraterísticas do site Piwigo.

## Instalação
O Piwigo pode ser instalado por meio de vários métodos num ambiente de hospedagem. Os usuários podem baixar a versão atual do Piwigo a partir de piwigo.org. Podem baixar o código fonte completo e transferir para o seu servidor de hospedagem ou baixar o script NetInstall (um único arquivo PHP), enviar para o servidor e em seguida, no seu navegador, chamá-lo para que ele faça o download automático do Piwigo.
Piwigo pode ser usado para instalação em distribuições GNU/Linux tais como Debian/|Ubuntu via APT packages system onde Piwigo está acessível.
Muitos serviços de hospedagem compartilhados também oferecem a instalação automatizada do Piwigo através de seu painel de controle: Piwigo está disponível em SimpleScripts e Softaculous.
Os serviços de hospedagem como Piwigo.com oferecem aos usuários um caminho para implementarem uma galeria Piwigo online sem terem de instalar Piwigo no próprio servidor.

## Histórico
PhpWebGallery foi inicialmente escrita por Pierrick Le Gall como um projeto pessoal no Outono de 2001. Inspirado pelo fórum phpBB de software aberto que instalou no website da Universidade que frequentava, ele optou pela licença GPL para distribuir PIWIGO e iniciar uma comunidade em redor do projecto. Na primavera de 2002, foi apresentada a primeira versão de PIWIGO.
Em 2002, Piwigo tornou-se multi-idioma. Em 2004, um detector de bug's foi instalado para trabalhar como parte da equipa. Em 2005 an online extension manager uma extensão administradora online contribuiu para uma partilha facilitada. Em 2006, temas fazem a personalização possível. Em 2007, foram introduzidas extensões para alargar as características do Piwigo, PhpWebGallery foi nomeada Piwigo. Ploader (Carregardor Piwigo) tornou fácil a carga de fotos para os utilizadores do Windows, Mac e Linux.  Em 2010,  digiKam, Shotwell, Lightroom estavam aptos a carregar fotos para qualquer galeria Piwigo, uma alteração do modo de carga no Piwigo 2.1, e é lançado Piwigo.com (alojamento dedicado para Piwigo).
Em 2013, existem 10 membros na equipa Piwigo, 100 tradutores, um website em 12 idiomas e uma comunidade em ascensão.